# Прапор лесбійок
Прапор лесбійок (англ. lesbian flag) — один із прайд-прапорів, який репрезентує лесбійство, лесбійок і лесбійську спільноту. З 1999 року було запропоновано і використано багато дизайнів. Попри особисті уподобання, а також різноманітні суперечки, жоден дизайн не отримав широкого визнання серед спільноти як прапор лесбійок.

## Історія

### Лабриський прапор
Лабриський прапор лесбійок був створений у 1999 році графічним дизайнером Шоном Кемпбеллом і опублікований у червні 2000 року у виданні «Gay and Lesbian Times Pride» у Палм-Спринґз. Дизайн складається з лабриса, типу двоголової сокири, накладеного на перевернутий чорний трикутник на фіолетовому тлі. Лабрис асоціюється зі зброєю, яку використовували амазонки з давньогрецької міфології. У 1970-х роках він був прийнятий як символ емансипації феміністичною спільнотою лесбійок. Жінки, яких нацистська Німеччина вважала асоціальними через невідповідність нацистському ідеалу жінки, що включав гомосексуальних жінок, були засуджені до концентраційних таборів і носили значок з перевернутим чорним трикутником для їхньої ідентифікації. Деякі лесбійки повернули собі цей символ, як геї повернули собі рожевий трикутник (багато лесбійок також повернули собі рожевий трикутник, хоча лесбійки не були включені в параграф 175 німецького кримінального кодексу). Фіолетовий колір став асоціюватися з лесбійками через поезію Сапфо.

### Прапор з помадою
Прапор лесбійок з помадою був розроблений Наталі Маккрей і опублікований у її блозі This Lesbian Life. Дизайн має сім смуг у градієнті від фіолетового (вгорі) до білого (в центрі) і червоного (внизу), з червоним знаком поцілунку, накладеним у верхньому лівому кутку. Прапор символізує помадне лесбійство — сленг для позначення лесбійок, яким притаманні стереотипні жіночі атрибути: макіяж, одяг. Однак він не отримав широкого розповсюдження. Деякі лесбійки стверджують, що прапор виключає маскулінних лесбійок, тоді як інші виступають проти його використання через висловлювання Маккрея, які вони вважають расистськими, біфобними та трансфобними.

#### Рожевий прапор
«Рожевий» прапор лесбійок походить від кольорів прапора лесбійок з помадою, з якого було вилучено знак поцілунку. Рожевий прапор більше використовується як загальний прапор лесбійської гордості.

### Помаранчево-рожевий прапор
«Помаранчево-рожевий» прапор лесбійок, створений за зразком семисмугового рожевого прапора, був представлений на Tumblr блогером Емілі Ґвен у 2018 році. Кольори включають темно-помаранчевий — «гендерна неконформність», помаранчевий — «незалежність», світло-помаранчевий — «спільнота», білий — «унікальне ставлення до жіночності», рожевий — «безтурботність і мир», пильно-рожевий — «кохання і секс», а також темно-рожевий — «фемінінність».
Невдовзі на основі кольорів 2018 року було створено п'ятисмугову версію.